# Charles James Napier
Sir Charles James Napier (født 10. august 1782, død 29. august 1853) var en engelsk general og militærforfatter, søn af George Napier, bror til George Thomas, William Francis Patrick og Henry Edward Napier.
Han deltog i Kampene mod Napoleon i Spanien (1807—14) og i Krigen mod de forenede
Stater i Amerika (1811) og er senere særlig kendt fra Indien; han var her som
Generalmajor fra 1841—47 Øverstbefalende over Bombay—Armeen, besejrede flere Gange de tidligere
herskende Emirer og bragte Ro og Fred i Sindh og Belutshistan. Hans energiske Fremgangsmaade 
vakte det ostindiske Kompagnis Misbilligelse, og N. kaldtes 1847 tilbage til England.
Foranlediget ved det eng. Nederlag 1849 sendtes han imidlertid paa ny som Generalløjtnant
til Indien, hvor han dog ved sin Ankomst fandt Felttoget heldig afsluttet. Han har skrevet:
Lights and shades of military life (1851); Letter on the defence of England by corps of volunteers and militia (1852).